# خليل الحية
خليل إسماعيل إبراهيم الحية (من مواليد 5 نوفمبر 1960) هو سياسي فلسطيني يشغل منصب نائب رئيس المكتب السياسي لحركة حماس منذ أغسطس 2024 خلفًا للراحل صالح العاروري. كما انتخب عضوًا في المجلس التشريعي الفلسطيني منذ يناير 2006 ممثلًا عن مدينة غزة.

## أسرته
متزوج وله سبعة من الأولاد، قتل اثنان منهم وهما أسامة الحية وحمزة الحية.

## الدراسة
- حصل على درجة الدكتوراه في السنة وعلوم الحديث من جامعة القرآن الكريم والعلوم الإسلامية بالسودان عام 1997 م
- حصل على درجة الماجستير في السنة وعلوم الحديث من الجامعة الأردنية عام 1989 م
- حصل على البكالوريوس من كلية أصول الدين في الجامعة الإسلامية بغزة عام 1983 م

## في السجون الإسرائيلية
سجن لمدة ثلاثة سنوات في بداية التسعينات من القرن الماضي.

## محاولات اغتياله
نجا عام 2007 من محاولة اغتيال إسرائيلية، حيث قدّر الله انه لم يكن موجوداً في مكان الغارة، فقتل 7 اشخاص من افراد عائلته نتيجة هذا الحادث.
ثم حاولت مرة أخرى عام 2014 في الحرب على غزة وفشلت وقتل عدد من عائلته.

### عام 2014
قتل سابقاً نجله حمزة، ثم قتل ابنه الأكبر وزوجته وثلاثة من أطفاله، في معركة العصف المأكول، عندما استهدفت المدفعية الإسرائيلية فجر يوم الأحد 20 يوليو 2014 منزل نجله أسامة الحية في حي الشجاعية شرقي غزة، ما أدى إلى مقتله وزوجته هالة صقر أبو هين، وأطفاله خليل وامامة وحمزة فقتل 19 فرداً من عائلته .

### رد فعله
حمّل الحية في تصريح صحفي صدر عنه، ما وصفه «الصمت العربي المريب» المسؤولية تجاه «مجازر سكان غزة».
وقال الحية، في معرض نعيه لعدد من أبناء عائلته الذين قتلوا في مجزرة حي الشجاعية اليوم «نعدكم بالنصر المؤزر ودماء أبنائي من عائلة الحية وعائلات الشجاعية والشعب الفلسطيني لن تذهب هدرا وستقربنا من لحظة الانتصار»

## الوظيفة الحالية
- عضو رابطة علماء فلسطين.
- عضو المجلس التشريعي الفلسطيني عن قائمة التغيير والاصلاح حيث انتخب نائبا عن غزة وحصل على 73313 صوتا عام 2005
- نائب رئيس حركة حماس بعد استشهاد اسماعیل هنية من قبل يحيى السنوار.

## الوظائف السابقة
- عمل معيدا في كلية اصول الدين بالجامعة الإسلامية 1984.
- نائب رئيس مجلس طلاب الجامعة الإسلامية 1981.
- نائب رئيس نقابة العاملين في الجامعة الإسلامية 1985
- رئيس نقابة العاملين في الجامعة الإسلامية 2001
- عميد شؤون الطلبة بالجامعة الإسلامية عام 2001[4]

## في الحرب على غزة 2014
كان جزءاً هاماً من حركة حماس التي دافعت عن غزة في الحرب، وقد استهدف سلاح الجو الإسرائيلي منزله في محاولة لاغتياله، مما ادى إلى مقتل 4 من عائلته. ثم شارك بالوفد المفاوض بالقاهرة.

## روابط خارجية
- لقاء خاص في برنامج "غزة تنتصر".. استهداف قيادات المقاومة- قناة الجزيرة على يوتيوب